# Biserica de lemn din Căpâlna

Biserica de lemn din Căpâlna

Biserica de lemn din Căpâlna s-a aflat în localitatea omonimă din județul Sălaj și, conform unei inscripții de lângă intrare, fusese ridicată în anul 1660. Ea a funcționat ca biserică parohială până în anul 1930, când a fost înlocuită de biserica de zid actuală. Biserica a dispărut puțin după documentarea ei de către Atanasie Popa, cel care ne-a lăsat mărturii prețioase despre valențele ei.